# Fredrik von Mentzer
Carl Gustaf Fredrik von Mentzer, född den 22 maj 1822 på Forssa i Bollebygds socken, Älvsborgs län, död den 27 november 1883 i Stockholm, var en svensk jurist.
von Mentzer blev student vid Lunds universitet 1839 och avlade examen till rättegångsverken där 1846. Han blev extra ordinarie notarie i Göta hovrätt sistnämnda år, auskultant där samma år, vice häradshövding 1851, ordinarie fiskal i nämnda hovrätt 1862 och häradshövding i Vadsbo södra domsaga i Skaraborgs län 1863. von Mentzer blev riddare av Nordstjärneorden 1878.